# Bunraku

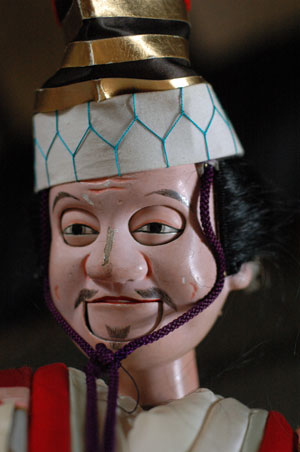
Capul unei păpuşe din bunraku. Acest tip de păpuşi este folosit în spectacolele Sanbaso

Bunraku este un teatru tradițional japonez de păpuși, cunoscut de asemenea ca Ningyō jōruri (人形浄瑠璃), apărut în Osaka în anul 1684. Bunraku este o artă care a apărut în perioada Edo (1600–1868). Spectacolul bunraku este caracterizat de o concentrare asupra poveștilor tragice de dragoste, care se sfârșesc cu sinuciderea (japoneză Shinjū).

## Artiști
Există trei categorii de artiști care participă la spectacolul unei piese bunraku:
- Ningyōtsukai sau  Ningyōzukai - păpușarii;
- Tayū - cântăreții;
- Cântăreții la instrumentul Shamisen.

Câteodată se folosesc instrumente de tipul tobelor taiko.